# 그리스어
그리스어(Ελληνικά 엘레니카[*])는 (사멸한 아나톨리아어파를 제외하면) 오늘날 그리스와 인근 지역에서 사용되는 언어로, 인도유럽어족의 독자적인 분파를 이룬다. 고대 그리스어를 비롯한 다양한 형태로서 3,500여 년에 걸쳐 기록되어 온 오랜 역사를 지니고 있다. 오늘날 그리스어는 그리스와 인근의 키프로스, 불가리아, 알바니아, 북마케도니아, 이탈리아, 터키 일부 지역에서 약 1,500만 명의 사람들에 의해 사용된다. 이 외에 오스트레일리아 멜버른의 그리스인 이민자 공동체를 비롯한 전 세계의 여러 그리스인 이민자 공동체에서 사용한다.
그리스어는 그리스 문자로 표기된다. 그리스 문자는 최초로 모음의 개념을 도입하여 오늘날 라틴 문자의 토대를 마련했다. 이러한 그리스 문자는 기원전 9세기부터 그리스 본토에서, 키프로스에서는 기원전 4세기부터 사용되었으며 그전에는 각각 선형문자 B와 키프로스 음절문자로 기록되었다. 또한 그리스어와 같이 등장한 그리스 문학은 3,000여 년이 넘는 세월 동안 지속되어 왔다. 오랜 세월만큼이나 그리스 문학은 다양하고 풍부하여 그동안 수많은 작가들에게 영감을 제공하였으며, 오늘날에도 많은 사랑을 받고 있다.

## 역사
그리스어는 기원전 2000년경부터 발칸반도에서 쓰였다. 이에 대한 최초의 증거는 크레타 섬 크노소스 왕궁에서 발굴된 기원전 15세기 경의 선형문자 B 서판이다. 뒤에 등장한 그리스 문자는 선형문자 B와는 관계가 없지만 페니키아 문자에서 유래한 것으로 여겨진다. 이 그리스 문자는 사소한 수정만 거친 채 오늘날에도 여전히 쓰이고 있다.
그리스어는 고대 그리스의 여러 폴리스 뿐 아니라 헬레니즘 시기 셀레우코스 왕조의 시리아나 프톨레마이오스 왕조의 이집트 등에서도 쓰였다. 로마 제국이 지중해를 지배하던 시기에는 사실상 로마제국의 제2 공용어로서 쓰였으며, 7세기 이후에는 동로마 제국(비잔티움 제국) 등에서 공용어로 사용되었다. 그리고 비잔티움 제국의 멸망 이후에는 유럽으로 전파되어 오늘날 유럽 여러 언어에 영향을 미치기도 했다. 그리스어는 터키 지배하에서도 줄곧 그리스인들 사이에서 쓰였으며 그리스 독립 이후 그리스의 공용어로 지정되어 오늘날에 이르고 있다.
이처럼 오랜 역사를 가지고 있는 그리스어는 여러 시기로 나누어서 다루어진다. 아래의 분류는 그동안 전통적으로 많이 이루어진 시기 분류이다.
- 뮈케나이 그리스어 : 뮈케나이 문명의 언어. 이 언어는 선형문자 B로 서판에 기록되었는데 이것은 기원전 16세기이전까지 거슬러 올라간다.
- 고전 그리스어 (또는 고대 그리스어) : 다양한 그리스어 방언들 중에서 그리스 문명의 고풍적이고 고전적인 시기의 말. 고전 그리스어는 로마 제국을 통틀어 널리 알려졌었다. 중세에 들면서 서유럽에서는 고전 그리스어가 더 이상 쓰이지 않게 되었으나 비잔티움 제국에서는 여전히 쓰였으며 콘스탄티노폴리스 함락과 이로 인한 이탈리아로 그리스인이 이주하면서 유럽 나머지 지역에 그리스어는 다시 알려졌다.
- 코이네 그리스어 (또는 헬레니즘 그리스어) : 아티케 방언(아테나이를 비롯한 아티케의 방언)과 다른 수많은 고대 그리스어 방언간의 혼합으로 최초로 공통된 그리스어가 만들어졌다. 그리고 이 코이네 그리스어는 점차 세계 최초의 국제어로 변모해 갔다. 코이네 그리스어는 알렉산드로스 대왕이 정복한 땅과 그 점령군에게서 가장 먼처 찾아볼 수 있지만,[2] 이후 그리스 영향하에 놓이면서 점차 진행된 헬레니즘화가 이뤄진 이후에 사용 지역은 서부에는 이집트에서부터 동부로는 인도 인근에 이르기까지 쓰이게 되었다. 고대 로마의 그리스 정복 이후에는 그리스어와 라틴어의 양층언어 체계가 성립되었고 코이네 그리스어는 로마 제국에서 교역과 학술적 언어로 매우 중요한 위치를 차지했으며 로마제국의 수도인 로마를 포함하여 중요 각 지역의 첫 번째 또는 두 번째 언어가 되었다. 코이네 그리스어는 기독교의 기원과도 관계가 있는데, 한 예로 예수의 제자들인 사도와 초기 전도자들이 그리스어로 신약 성경을 작성했고, 그리스와 그리스어를 사용하는 곳에 설교한 것을 들 수 있다. 코이네 그리스어는 알렉산드로스 방언, 고전 이후 그리스어, 또는 심지어 신약성서 그리스어 (신약성서는 코이네 그리스어로 된 가장 유명한 문학작품으로 꼽힘)로 불리기도 하며 대한민국에서는 헬레니즘 그리스어에서 유래한 헬라어 또는 한문 음차인 "희랍어" 등으로 불린다.
- 중세 그리스어 : 헬레니즘기 그리스어는 로마제국의 동방 천도후 세워진 동방의 로마제국인 비잔티움제국에서 발전한다. 콘스탄티노폴리스(콘스탄티노플) 수도를 옮긴 로마에서 코이네 그리스어는 중세 그리스어로 연결되었는데, 비잔티움 제국의 공식 또는 비공식(구어) 언어로서 15세기 비잔티움 제국이 멸망하고 그 이후에 이르기까지 이어져 내려왔다. 이것은 비잔티움 그리스어라고도 한다.
- 현대 그리스어 : 코이네 그리스어에서 독립적으로 뻗어나온 현대 그리스어의 등장은 비잔티움 제국 후기 (11세기 초반)에까지 거슬러 올라간다. 중세 그리스어 시기가 끝나고 난 뒤부터 2가지 형태가 주로 쓰였는데 그것은 디모티키(Δημοτική)라 불리는 일상 구어체 그리스어와 카타레부사(Καθαρεύουσα)라고 하는 고전 그리스어를 모방한 그리스어가 바로 그것이다. 이 중 카타레부사는 19세기와 20세기 초에 걸쳐서 문학이나 법학 그리고 과학적인 용도로 쓰인 것이었다. 한국이 대한제국 말기와 일제 강점기 초기에 한글 전용 방안과 한글 한자 혼용 방안에 대해 많은 진통을 겪었던 것처럼 그리스어도 표기 방안에 있어서 디모티키와 카타레부사 양자 사이에서 많은 난항을 겪게 된다. 이러한 문제는 결국 1976년 민중 그리스어(디모티키)가 현대 그리스의 공식 언어 형태로 채택되면서 마무리 짓게 된다. 이 민중 그리스어는 오늘날 그리스 인들이 가장 많이 사용하는 형태이다.

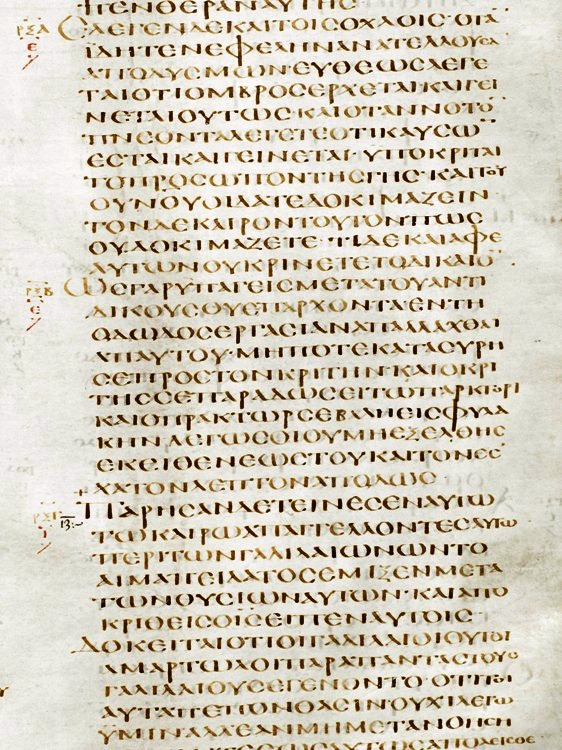
알렉산드로스 사본의 한 부분. 누가복음 12:54-13:4 부분을 담고 있다.

흔히 현대 그리스인들은 고대 그리스어에 대해 다소의 지식만 지녀도 고대 그리스문헌을 읽을 수 있다고 한다. 이것은 사실 고대 그리스어와 현대 그리스어 사이에 놀랄 만큼 가까운 유사성에 기인하는 것이다. 심지어 신약 성서와 70인역 성서에 쓰인 코이네 그리스어는 2000여 년 전에 쓰였음에도 약간의 어법과 발음의 차이만 이해하면 오늘날 그리스인들이 이해하는 데 큰 어려움이 없다.
그리스어 어휘들은 유럽 언어들에 폭넓게 차용되었다. 천문학(astronomy), 민주주의(democracy), 철학(philosophy), 연극배우(thespian) 등이 있다. 더욱이 그리스어 어휘와 어휘요소는 이들 언어의 어휘 형성에 있어서 기초적이며 생산적인 요소이다. 인류학(anthropology), 사진(photography), 이성체(isomer), 생물 역학(biomechanics) 등이 이에 해당한다. 그리고 라틴어 어휘와 더불어서 국제 과학 기술 용어의 기초를 형성했다.

## 분류
그리스어는 인도유럽어족에서 독자적인 분파를 이룬다. 이러한 사실과 아마도 가장 가깝게 관련된 언어들은 고대 마케도니아어(그리스어 방언 중에 하나로 여겨짐)나 프리기아어 등인데, 이러한 언어들은 상세한 비교를 하기엔 제대로 기록되어 있지 못한 편이다. 현존하는 언어들 중에서는 아르메니아어와 알바니아어가 가장 이에 가까운 것으로 보인다.

## 지역적 분포
현대 그리스어는 주로 그리스와 키프로스에서 약 1,500만여명의 사람들이 사용한다. 조지아나 우크라이나, 이집트, 터키, 알바니아, 북마케도니아와 남부 이탈리아, 러시아에서도 그리스어를 말하는 사람들을 찾아볼 수 있다. 그리스어는 그리스인이 정착한 다른 많은 나라에서도 쓰이는데, 아르메니아와 오스트레일리아, 오스트리아, 벨기에, 불가리아, 브라질, 캐나다, 스웨덴, 영국, 미국 등이 있다.

## 공식 지위
그리스어는 그리스의 공식 언어이고 그리스 인구의 약 99.5%가 이를 사용한다. 키프로스에서는 튀르키예어 또한 공식 언어이기도 하다. 그리스와 키프로스는 유럽 연합의 회원이어서 그리스어는 유럽 연합의 20여개의 공식 언어 중 하나이다.

## 음운

### 모음
그리스어는 5개의 음소를 가지고 있다:
|    | 전설 | 후설 |
| -- | ---- | ---- |
| 고 | i    | u    |
| 중 | e̞    | o̞    |
| 저 | a    |      |

고모음은 강세가 없는 마지막 음절에서 무성화하는 경향이 있다. 특히 무성음 사이에 있을 때 이러한 경향이 있다. 예) φάσης /ˈfasis/ → /ˈfasi̥s/ (→ /fasː/) = "현상의" (소유격)

### 자음
그리스어는 29개의 자음을 가지고 있다. 음소의 수는 분석하기에 따라 다르지만 15개 정도이다. 음소의 수가 달라지는 예로 /mp/에서의 기저형으로 표현되는 [b]와 같은 소리를 들 수 있다.
|            |                     | 조음 위치              |                        |                        |                        |                        |              |              |     |     |
| 입술(순음) | 입술(순음)          | 혀끝, 이빨(설음, 치음) | 혀끝, 이빨(설음, 치음) | 혀끝, 이빨(설음, 치음) | 혀끝, 이빨(설음, 치음) | 혀끝, 이빨(설음, 치음) | 혓바닥(아음) | 혓바닥(아음) |     |     |
| 양순       | 순치                | 치                     | 치경                   | 후치경                 | 치경 구개              | 권설                   | 경구개       | 연구개       |     |     |
| 조음 방법  | 비음                | m                      | ɱ                      |                        |                        |                        |              |              | ɲ   | ŋ   |
| 조음 방법  | 파열음              | p b                    |                        |                        | t d                    | t d                    | t d          |              | c ɟ | k ɡ |
| 조음 방법  | 파찰음              |                        |                        |                        | ʦ ʣ                    | ʦ ʣ                    | ʦ ʣ          |              |     |     |
| 조음 방법  | 마찰음              |                        | f v                    | θ ð                    | s z                    |                        |              |              | ç ʝ | x ɣ |
| 조음 방법  | 접근음(전동음/탄음) |                        |                        |                        |                        |                        |              |              | j   |     |
| 조음 방법  | 설측음              |                        |                        |                        |                        |                        |              |              | ʎ   |     |

그리스어에서 /p/와 /t/, /k/는 영어에서처럼 기식음이 아니다. 그리고 이 소리들은 크레타 방언이나 키프로스 방언에선 [b], [d], [ɡ]로 유성화하는 경향이 있다. 철자 <ρ>는 주로 [r]로 발음되지만, 모음 사이에선 [ɾ] 로 발음되는 경향이 있다.
키프로스 방언을 제외하고 표준 현대 그리스어는 단어에 이중 자음(자음 반복)이 일어나지 않는다. 이는 비록 언어 역사적으로 분명히 이중 자음이더라도 마찬가지이다.

### 연성 법칙
그리스어는 몇몇 연성 법칙을 가지고 있는데, 이중 몇몇은 철자로 표현되지만 그렇지 않은 것도 있다.
양순음과 연구개음 앞에서 /n/은 각각 [m]과 [ŋ] 이 되며 <μ>과 <γ>으로 쓰인다. 순치 마찰음 <φ>와 <β> 앞에서도 <μ>으로 쓰이지만 소리는 [ɱ]으로 발음한다.
<μπ>와 같은 조합은 모음 뒤에선 [mb]으로 (하지만 종종 [b]까지도 축약되어) 발음하고, 그 외 다른 곳에서는 [b]으로 발음한다. 몇몇 단어나 북부 방언에서는 [mp]로 발음하기도 한다.
보통 평상시 회화에선 모음 뒤의 <γγ>와 <γκ> 같은 조합은 [ŋɡ]로 발음된다. (전설 모음 /e/와 /i/ 뒤에서는 [ɲɟ]로 발음된다) <γκ>는 단어 첫부분(어두)에서 늘 [ɡ] (또는 [ɟ])로 발음된다. (<γγ>는 어두에 올 수 없다.)
<ντ>의 조합은 모음 뒤에선 [nd]으로 (하지만 종종 [d]까지도 축약되어) 발음한다. 그 외의 장소에서는 [d]로 발음한다. 몇몇 단어나 북부 방언에서는 [nt]로 발음하기도 한다.
/k/음과 /ɡ/음은 전설모음 /e/와 /i/ 앞에서 구개음화 해서 [c]와 [ɟ]음이 된다. 주로 크레타나 마니반도와 같은 곳에서 [ʨ]이나 [ʥ]으로 변한다.
"이다"를 의미하는 단어 고대 그리스어: ἐστὶ estí[*] IPA: [esˈti](현대 그리스어: είναι)는 음성변화하여 n이 덧붙여졌다. 그리고 부정 부사 δεν과 목적격 관사 τον과 την은 다음 단어의 시작하는 철자에 따라서 마지막 /n/을 잃었다. (만일 다음 단어의 첫철자가 자음이면 /n/이 탈락한다) δεν πειράζει→문제 될 것 없다란 구절에서는 탈락하는 대신에 n이 두 번째 단어에 동화해서 위의 예들과 같이 np를 북부방언에서는 [mp]로, 남부 그리스에서는 [mb]로 발음한다. 그래서 [ðempi'razi]나 [ðembi'razi]로 발음한다.
이러한 규칙들 중 몇몇은 사람에 따라 일어나기도 하고 일어나지도 않기도 하지만, 대개는 말하는 사람의 정중함에 따라 결정된다. 일상 대화에서 연성법칙을 사용하지 않으면 말이 기계적으로 들리고, 정중하거나 공식적인 발표에서는 연성법칙을 사용하면 일상 대화의 경우에서와 마찬가지로 이상하게 들린다.

### 정서법
그리스어 모음과 발음은 다음과 같다.
<α> /a/
<ε> /e/
<η> /i/
<ι> /i/
<ο> /o/
<υ> /i/
<ω> /o/
그리고 음성학적으로는 단모음이지만 이중음자, 즉 두 개의 문자로 표현하는 것들이 있다. 이러한 것들은 역사적으로 원래 이중모음에서 유래했던 것이다.
<αι> /e/
<ει> /i/
<οι> /i/
<ου> /u/
<υι> /i/
<αυ>, <ευ>, <ηυ>의 3개의 이중음자는 무성자음이 따라올 때 외에는 /av/, /ev/ and /iv/로 발음한다. 하지만 무성자음이 따라오면 /af/, /ef/, /if/으로 발음한다.
현대 그리스어에는 4가지의 이중모음이 있다.
<αη> (or <άη>) /aj/
<αϊ> (or <άι>) /aj/
<οη> (or <όη>) /oj/
<οϊ> (or <όι>) /oj/
(이중모음은 근접음 (/j/)보다 IPA의 비성절 음성구별 기호 /i/로 표현하는 것이 더 정확하다)
그리스어 철자 <β>와 <δ>는 각각 /v/와 /ð/로 발음한다. 철자 <γ>는 주로 /ɣ/로 발음하지만 전설 중모음이나 고모음 앞에서는 [ʝ]로 발음한다. (크레타나 마니반도 지역의 몇몇 방언에서는 [ʑ]으로 발음한다.)
그리스어 철자 <φ>와 <θ>는 각각 /f/와 /θ/로 발음한다. 철자 <χ>는 주로 /x/로 발음하지만 전설 중모음이나 고모음 앞에서는 [ç]로 발음한다. (크레타나 마니반도 지역의 몇몇 방언에서는 [ɕ]으로 발음한다.)
철자 <ξ>는 /ks/를 표시하기 위해서, 그리고 철자 <ψ>는 /ps/를 표시하기 위해서 쓰인다. 이중음자 <γγ>와 <γκ>는 평상시 대화에서 /ɡ/로 발음하지만 전설 모음 /e/, /i/ 앞에서는 [ɟ]로 발음된다. 하지만 이 이중음자가 정중하게 말할 때는 모음앞에서 /ŋɡ/로 발음한다. (전설 모음 /e/, /i/ 앞에서는 [ɲɟ]로 발음한다) 이중음자 <γγ>는 몇몇 단어에선 [ŋɣ]로 발음할 수 있다. (전설 모음 /e/, /i/ 앞에서는 [ɲʝ]로 발음한다)

## 문법
현대 그리스어는 여전히 주로 종합적 언어이다. 그리스어는 종합적인 수동태를 유지하고 있는 몇 안되는 인도 유럽어 중 하나이다. 고전 그리스어와 비교했을 때 그리스어 문법에서 놀랄 만한 변화를 소개하자면 아래와 같다. 우선 여격, 기원법, 부정법, 쌍수, (과거 분사를 제외한) 분사 등을 상실하고 동명사가 도입되었다. 그리고 명사 변화의 수가 감소함과 동시에 각각의 명사 변화 내에서 차이점이 줄어들었다. 또 미래와 조건 시제를 표시하는 서법 불변화사 θα가 도입되고(예: ἐθέλω ἵνα의 축약 > θέλω να > θε' να > θα), 몇몇 특정 시제를 나타내는 조동사 형태가 등장했으며, 현재/미완료와 아오리스트 시제를 구분짓는 차이점이 미래 시제까지 포괄하게 되었다. 그리고 마지막으로 3인칭 명령법이 상실되었으며, 접두 모음이나 반복과 같은 문법적 전치사 체계의 간소화되었다. 이러한 특징 중 몇몇은 발칸반도에서 쓰이는 다른 언어들과 공유하고 있다. (→ 발칸 언어적 통일체)
하지만 현대 그리스어는 카타레부사의 일부 고전 그리스어 지향 경향도 반영되어 있다. 특히 작문이나 공식 연설 등에서 카타레부사의 영향이 잘 나타나며, 일상 생활의 표현에서도 일부 찾아 볼 수 있다. "OK"를 의미하는 εντάξει→문자 그대로는 "순서대로"에서 나타나는 여격표현이라든지, 3인칭 명령형 ζήτω!→'오래오래 사시길!'과 같은 일상 표현에도 카타레부사의 영향이 나타나 있다.

## 문자
현대 그리스어는 그리스어 알파벳의 후기 이오니아 변형으로 쓰인다. 그리스어 알파벳은 좁은 의미에서 최초의 알파벳으로 여겨지는데, 이것은 ("자음 알파벳"이라고 불리는) 페니키아 문자와 같은 이전의 문자와는 달리 자음과 동등하게 모음을 완전히 표시했기 때문이다. 그리스 알파벳의 가장 오랜 비문은 기원전 8세기 또는 9세기로 추정된다. 그리고 최종적으로 완전하다고 여겨지는 그리스어 알파벳은 기원전 403년 아테나이에서 나타나서 헬레니즘 기간 동안 아티케 방언의 코이네 방언이 널리 쓰임에 따라 다른 지역적 변이형들을 물리치고 많이 쓰이게 되었다.
그리스 알파벳은 24자로 구성되어 있으며, 각각 대문자와 소문자가 있다.
Α α,
Β β,
Γ γ,
Δ δ,
Ε ε,
Ζ ζ,
Η η,
Θ θ,
Ι ι,
Κ κ,
Λ λ,
Μ μ,
Ν ν,
Ξ ξ,
Ο ο,
Π π,
Ρ ρ,
Σ σ ς,
Τ τ,
Υ υ,
Φ φ,
Χ χ,
Ψ ψ,
Ω ω.
이러한 알파벳에 덧붙여서 그리스어는 많은 구분 기호들을 가지고 있다. 하지만 이 구분 기호 중 대부분은 오늘날 현대 발음과 더 이상 맞지 않기에 1982년 공식적으로는 사용하지 않게 되었다. 단순화된 현대 형태에 대해서는 단조 정서법을, 전통적인 형태에 대해서는 복조 정서법을 보라.

## 상용 표현
- 그리스 사람 (남자): Έλληνας /ˈelinas/
- 그리스 사람 (여자): Ελληνίδα /eliˈniða/
- 그리스어: Ελληνικά /eliniˈka/
- 안녕: γεια /ʝa/ (회화체, 문자그대로는 "건강"), χαίρετε /ˈçerete/ (격식체)
- 안녕 (아침): καλημέρα /kaliˈmera/
- 안녕 (저녁): καλησπέρα /kaliˈspera/
- 잘 자: καληνύχτα /kaliˈnixta/
- 안녕 (작별): χαίρετε /ˈçereˌte/ (격식체), αντίο /aˈdi.o/ (다소 격식체), γεια σου /ˈʝasu/, γεια σας /ˈʝasas/ (회화체)
- 부탁드립니다: παρακαλώ /parakaˈlo/
- ~을 하고 싶습니다: θα ήθελα ~ παρακαλώ /θa ˈiθela ~ parakaˈlo/
- 죄송합니다: συγγνώμη /siˈɣnomi/
- 고맙습니다: σ' ευχαριστώ /s-efxariˈsto/
- 저것: αυτό /afˈto/, εκείνο /eˈcino/
- 이것: αυτό /afˈto/, (ε)τούτο /(e)ˈtuto/
- 얼마입니까?: πόσο; /ˈposo/
- 가격이 얼마입니까?: πόσο κοστίζει; /ˈposo koˈstizi/
- 예, 네: ναι /ne/
- 아니요: όχι /ˈoçi 오히/[6]
- 모르겠습니다, 이해가 되질 않습니다: δεν καταλαβαίνω /ˈðe(ŋ) ɡatalaˈveno/ (#연성 법칙), /ˈðeŋ ɡatalaˈveno/
- 모릅니다, 알고 있지 않습니다: δεν ξέρω /ˈðe(ŋ) ˈɡzero/ (#연성 법칙), /ˈðeŋ ˈksero/
- 화장실이 어딥니까?: πού είναι η τουαλέτα /το μπάνιο /το λουτρό /ˈpu ˈine i tuaˈleta /toˈbaɲo /to luˈtro/
- (일반적인) 건배: εις υγείαν! /is iˈʝi.an/ (문자 그대로는 "건강을 위하여"), 좀 더 일상적 표현으로는 γεια μας! /'ʝamas/ (문자 그대로는 "우리의 건강")
- 주스: χυμός /çiˈmos/
- 물: νερό /neˈro/
- 포도주: κρασί /kraˈsi/
- 맥주: μπύρα /ˈbira/
- 우유: γάλα /ˈɣala/
- 영어를 할 줄 아십니까?: Μιλάτε Αγγλικά; /miˈlate a(ŋ)ɡliˈka/
- 나는 너를 좋아해: σ' αγαπώ /saɣaˈpo/
- 도와주세요!: Βοήθεια! /voˈiθia/
- 정말 예쁘다!: Εìσαι κουκλíτσα! /ise kouklitsa/

## 같이 보기
- 고대 그리스어
- 그리스어와 영어 파생어 목록
- 그리스어 방언
- 그리키시
- Greek to me

## 참고
- Herbert Weir Smyth, Greek Grammar, Harvard University Press, 1956 (revised edition), ISBN 0-674-36250-0. 고전 그리스어 문법책. 주로 아티케 그리스어를 중심으로 다른 방언에 대한 짤막한 비교를 곁들이고 있다.
- W. Sidney Allen, Vox Graeca - a guide to the pronunciation of classical Greek. Cambridge University Press, 1968-74. ISBN 0-521-20626-X
- Geoffrey Horrocks, Greek: A History of the Language and Its Speakers (Longman Linguistics Library). Addison Wesley Publishing Company, 1997. ISBN 0-582-30709-0. From Mycenean to modern.
- Andrew Sihler, "A New Comparative Grammar of Greek and Latin", Oxford University Press, 1996. 원시 인도 유럽어로부터 고대 그리스어에 이르는 역사 비교 문법서. 조금 급진적인 이론이 소개되어 있기도 하나 초기 그리스어 발달 단계에 대한 훌륭한 지침서.
- Robert Browning, Medieval and Modern Greek, Cambridge University Press, 2nd edition 1983, ISBN 0-521-29978-0.
- Brian Newton, The Generative Interpretation of Dialect: A Study of Modern Greek Phonology, Cambridge University Press, 1972, ISBN 0-521-08497-0.
- Crosby and Schaeffer, An Introduction to Greek, Allyn and Bacon, Inc. 1928. A school grammar of anchient Greek
- David Holton et al., Greek: A Comprehensive Grammar of the Modern Language, Routledge, 1997, ISBN 0-415-10002-X. A reference grammar of modern Greek.
- Dionysius of Thrace, "Art of Grammar", "Τέχνη γραμματική", c.100 BC

### 일반적인 배경
- (영어) 현대 그리스어, 세계 주요 언어 백과사전(Encyclopedia of the World's Major Languages), Brian Joseph
- (영어) 고대 그리스어 보관됨 2016-10-01 - 웨이백 머신, 세계 주요 언어 백과 사전 (Encyclopedia of the World's Major Languages), Brian Joseph
- (영어) The Perseus Project 사전을 포함해서 고전어와 고전어로 된 문학에 대해 유용한 자료가 많이 있음.
- (영어) 그리스어와 그리스어학 관문 그리스어의 역사에 대한 유용한 정보와 그리스어를 배우는 데 있어서 형대 언어학의 적용, 그리고 그리스어를 배우는 도구.

### 그리스어 학습

#### 종합
- (그리스어) 고대, 현대 그리스어 강좌
- (영어)  신약성서 그리스어 학습 프로그램 (셰어웨어)

#### 현대 그리스어
- (영어) 온라인으로 그리스어 배우기, 리얼 오디오 파일로 들을 수도 있는 무료 현대 그리스어 강좌.
- (영어) FSI 그리스어 기초 강좌
- (영어) 기초 그리스어 단어와 구 배우기 그리고 Xenophon Zolotas, Dr. Soukakos, Athnassopoulos, Kalaras의 연설.
- (영어) 그리스어로 숫자 세기
- (영어) 그리스어 배우기 - 그리스 언어와 발화 처리 연구소 공식 사이트
- (영어) 현대 그리스어와 알바니아어의 일본어 번역
- (그리스어) 온라인 PDF판 초등학교 교재 Site in Greek only.

#### 고대 그리스어, 코이네(신약 성서 그리스어)
- (영어) 고대 그리스어 배우기 Textkit 제공. 고대 그리스어 문법과 독해집 무료 다운로드 제공.
- (영어) (그리스어 소개를 포함한) 고대 그리스어 무료 강좌
- (영어) 그리스어와 그리스 언어학 고대 그리스어 연구 등에 필요한 무료 서비스를 제공.
- (영어) 신약 성서 그리스어 보관됨 2009-02-06 - 웨이백 머신 신약 성서 그리스어 3단계 강좌.

### 사전
- (영어) 고대 그리스어

### 인쇄술
- (영어) Athena 보관됨 2020-08-01 - 웨이백 머신, 퍼블릭 도메인 라이선스 형태로 복조 정서법을 지원하는 그리스어 글자체
- (영어) Gentium — a typeface for the nations, 복조 정서법을 지원하는 무료 글자체가 있음.
- (영어) 그리스어 활자체 문서 생성기

### 어휘
- (영어) Translatum - The Greek Translation Vortal 보관됨 2019-06-29 - 웨이백 머신. 찾을 수 있고 다운로드 가능한 그리스어 사전에 대한 확장 목록.
- (영어) 현대 그리스어–영어, 영어–현대 그리스어 사전. (기초 사전)
- (영어) 고대 그리스어 사전, 영어 정의 검색을 포함한 완전한 Liddell-Scott 사전.
- (영어) Woodhouse 영어-그리스어 사전, S.C. Woodhouse의 1910년 사전에서 스캔한 이미지 포함.